# 伊根·史賓格勒
伊根·史賓格勒博士（英語：Dr. Egon Spengler）是一名出現於「魔鬼剋星系列」的虛構人物。該角色登場於真人電影《魔鬼剋星》、《魔鬼剋星2》與電視動畫《魔鬼剋星》。在兩部真人電影中由哈洛·雷米斯飾演該角，而電視動畫則由莫里斯·拉馬奇擔任配音。伊根·史賓格勒是一名超心理學家和魔鬼剋星的成員。

## 人物
伊根·史賓格勒的特徵是個子高挑且帶著眼鏡，用詞言簡意賅，主要研究超自然和量子領域。他負責和雷·史坦茲一起開發魔鬼剋星的裝備，伊根就如同團隊中的大腦。儘管伊根頭腦聰明，但社交能力不佳，和外人互動僵硬；除了魔鬼剋星團隊外，他和秘書與接洽員身分的珍妮·莫爾尼茲相互喜歡。伊根曾表示，自己的愛好是收集孢子、黴菌和真菌，且孩童時期唯一的玩具是螺旋彈簧。伊根似乎喜歡甜食。在2009年遊戲中透露，伊根平均每天只睡14分鐘，其他大量的時間留給自己的研究。

## 外部連結
- 互联网电影数据库上伊根·史賓格勒的资料